# Tito Scalo
Tito Scalo è una frazione del comune di Tito, con una popolazione superiore ai 1 500 abitanti, situata a una decina di chilometri dal capoluogo Lucano. Ospita una delle aree industriali e commerciali più importanti della regione Basilicata.
Costeggia per la maggior parte della sua estensione l'autostrada RA5, raggiungibile tramite tre svincoli:
- Tito - Area Industriale (Zona Industriale Ovest - Fiera - Multisala)
- Tito - Scalo Ferroviario (Stazione di Tito - Zona Industriale Est)
- Tito / Brienza (Zona Abitata e Commerciale - Innesto s.s. 95 per Picerno - Brienza - Maratea - Lagonegro - Cosenza - A3 Reggio C.)

Ospita una stazione ferroviaria sulla linea ferroviaria Salerno-Potenza-Taranto, dal cui nucleo ha preso origine l’intera estensione dell’abitato odierno.

## Monumenti e luoghi d'interesse
La Chiesa dell'Immacolata Concezione di Maria, situata vicino alla stazione ferroviaria, fu costruita nel 1939 per iniziativa del sacerdote Francesco Laurenzana. Gravemente danneggiato dal terremoto dell'Irpinia del 1980, venne riedificata in stile moderno a unica navata; al suo interno si custodisce un quadro della Madonna delle Grazie, un crocifisso ligneo scolpito ad Ortisei e due statue lignee (Madonna Immacolata e Sacro Cuore di Gesù) risalenti al 1930 circa. La chiesa si presenta in forme moderne e arredi sacri che abbelliscono il pubblico luogo di culto.

## Infrastrutture e trasporti
Tito Scalo è servita dalla stazione di Tito, sulla ferrovia Battipaglia-Potenza-Metaponto.